# Sebastiano Flori
Sebastiano Flori (aktivní od roku 1545) byl italský malíř působící v Římě a Umbrii. Sebastiano byl žákem Giorgia Vasariho a pracoval s ním v Palazzo della Cancelleria v Římě. Vytvořil také fresky v římskokatolickém kostele San Francesco (Sv. Františka) ve městě Terni,  oblast Umbrie, Itálie.